# John Willock Noble
Pour les articles homonymes, voir Noble (homonymie).
John Willock Noble, né le 26 octobre 1831 à Lancaster (Ohio) et mort le 22 mars 1912 à Saint-Louis (Missouri), est un homme politique américain. Membre du Parti républicain, il est secrétaire à l'Intérieur entre 1889 et 1893 dans l'administration du président Benjamin Harrison. 